# Nati il 19 gennaio
| Questa pagina contiene informazioni ricavate automaticamente dalle voci biografiche con l'ausilio del template Bio e di un bot. L'aggiornamento è periodico e automatico e ricostruisce completamente la pagina. Se manca una persona in questa lista, sei pregato di non aggiungerla, ma accertati piuttosto che la sua voce biografica contenga il template Bio e che i dati anagrafici siano correttamente compilati. Se il template Bio manca, inseriscilo tu stesso o, in alternativa, metti l'avviso {{tmp\|Bio}} che ne segnala la mancanza. Se i dati riportati sono sbagliati, correggi direttamente la voce biografica; le modifiche saranno visibili in questa lista entro pochi giorni. Per chiarimenti vedi il progetto biografie. La lista contiene solo le 1.256 persone che sono citate nell'enciclopedia e per le quali è stato implementato correttamente il template Bio. Pagina aggiornata al 9 ago 2025. |

## IV secolo(1)
- 399 - Pulcheria, imperatrice bizantina († 453)

## IX secolo(1)
- 840 - Michele III, imperatore bizantino († 867)

## XI secolo(1)
- 1008 - Al-Mu'izz ibn Badis, sovrano arabo († 1062)

## XII secolo(1)
- 1200 - Eihei Dōgen, monaco buddhista giapponese († 1253)

## XIII secolo(1)
- 1226 - Bianca di Navarra, principessa († 1283)

## XVI secolo(4)
- 1544 - Francesco II di Francia, re († 1560)
- 1577 - Nicholas Tufton, I conte di Thanet, nobile e politico inglese († 1631)
- 1585 - Giulio Cesare Vanini, filosofo, medico e naturalista italiano († 1619)
- 1592 - Pál Pálffy, nobile ungherese († 1653)

## XVII secolo(15)
- 1601 - Guido Cagnacci, pittore italiano († 1663)
- 1603 - Mario de' Fiori, pittore italiano († 1673)
- 1611 - Francesco Guarini, pittore italiano († 1651)
- 1617 - Lucas Faydherbe, scultore e architetto fiammingo († 1697)
- 1619 - Johann Caspar von Ampringen, principe († 1684)
- 1628 - Charles Stanley, VIII conte di Derby, politico e militare inglese († 1672)
- 1633 - Francesco Martelli, cardinale e patriarca cattolico italiano († 1717)
- 1639 - Noël Alexandre, teologo e storico francese († 1724)
- 1671 - Antonio Gresta, pittore italiano († 1727)
- 1673 - Costantino Gatta, medico, antiquario e storico italiano († 1741)
- 1673 - Christoph Franz von Hutten, vescovo cattolico tedesco († 1729)
- 1676 - Jakob Gruber, politico svizzero († 1750)
- 1679 - Girolamo Chiti, compositore italiano († 1759)
- 1685 - Sebastián de Eslava, generale spagnolo († 1759)
- 1693 - Hyacinthe Collin de Vermont, pittore francese († 1761)

## XVIII secolo(43)
- 1708 - Giovanni Girolamo Gradenigo, arcivescovo cattolico italiano († 1786)
- 1725 - Francesco Brancia, arcivescovo cattolico italiano († 1770)
- 1729 - Tommaso Masini, fantino italiano
- 1732 - Shuja' al-Dawla, politico indiano († 1775)
- 1736 - James Watt, ingegnere e inventore scozzese († 1819)
- 1737 - Giuseppe Millico, cantante castrato e compositore italiano († 1802)
- 1737 - Jacques-Henri Bernardin de Saint-Pierre, scrittore e botanico francese († 1814)
- 1739 - Joseph Bonomi il Vecchio, architetto italiano († 1808)
- 1741 - Giovanni Antonio Ranza, presbitero e patriota italiano († 1801)
- 1741 - Scipione de' Ricci, vescovo cattolico italiano († 1810)
- 1747 - Johann Elert Bode, astronomo tedesco († 1826)
- 1749 - Casimira di Anhalt-Dessau, nobile († 1778)
- 1756 - Francesco Scipione Dondi dall'Orologio, vescovo cattolico italiano († 1819)
- 1756 - Guillaume-Antoine Olivier, entomologo e botanico francese († 1814)
- 1757 - Louise-Félicité Guynement de Kéralio, scrittrice francese († 1821)
- 1757 - John Townshend, politico inglese († 1833)
- 1757 - Augusta di Reuss-Ebersdorf, contessa († 1831)
- 1758 - Andrea Amoretti, incisore e tipografo italiano († 1807)
- 1760 - Carlo Sebastiano Ferrero-Fieschi, nobile, militare e diplomatico italiano († 1826)
- 1760 - Patrick Cotter O'Brien, irlandese († 1806)
- 1761 - Saverio Morelli, italiano († 1829)
- 1761 - Alphons Gabriel von Porcia, nobile, politico e poeta austriaco († 1835)
- 1762 - Jacques Balmat, alpinista italiano († 1834)
- 1763 - Miguel de la Sierra, militare spagnolo († 1827)
- 1765 - Antonio Luigi Del Buttero, intagliatore e pittore italiano († 1853)
- 1766 - Carlo Villa, nobile e politico italiano († 1846)
- 1769 - Michele Obino, rivoluzionario italiano († 1839)
- 1771 - Alessandro Michaud de Beauretour, generale e nobile italiano († 1841)
- 1773 - Louis Gabriel Michaud, scrittore e storico francese († 1858)
- 1781 - Giorgio Bidone, ingegnere e matematico italiano († 1839)
- 1781 - Christian von Steven, entomologo e botanico russo († 1863)
- 1785 - Paolo Federico di Württemberg, principe († 1852)
- 1787 - Mary Aikenhead, religiosa irlandese († 1858)
- 1787 - Lorenzo Fazzini, matematico, fisico e filosofo italiano († 1837)
- 1788 - Pavel Dmitrievič Kiselëv, generale russo († 1872)
- 1790 - Per Daniel Amadeus Atterbom, scrittore svedese († 1855)
- 1791 - Eduard von Peucker, generale e politico prussiano († 1876)
- 1793 - Karl Wilhelm Göttling, filologo classico tedesco († 1869)
- 1795 - Giuseppe Berlendis, architetto e incisore italiano († 1869)
- 1796 - Gaspare Grassellini, cardinale italiano († 1875)
- 1797 - Henri-Bernard Dabadie, cantante e baritono francese († 1853)
- 1798 - Auguste Comte, filosofo francese († 1857)
- 1800 - Salvatore De Renzi, medico e scrittore italiano († 1872)

## XIX secolo(174)
- 1801 - Giuseppe Balzaretto, architetto italiano († 1874)
- 1802 - Giuseppe Ferrario, medico e statistico italiano († 1870)
- 1802 - Sylvain Van de Weyer, politico belga († 1874)
- 1805 - Luigi Bolmida, banchiere, imprenditore e politico italiano († 1856)
- 1807 - Robert Edward Lee, generale statunitense († 1870)
- 1808 - Salvatore Chindemi, patriota, storico e poeta italiano († 1874)
- 1808 - Lysander Spooner, filosofo, anarchico e giurista statunitense († 1887)
- 1809 - Edgar Allan Poe, scrittore, poeta e critico letterario statunitense († 1849)
- 1813 - Henry Bessemer, ingegnere e inventore inglese († 1898)
- 1813 - Christian Heinrich Friedrich Peters, astronomo tedesco († 1890)
- 1813 - Ponziano Ponzano, scultore spagnolo († 1877)
- 1813 - Costanza Troiani, religiosa italiana († 1887)
- 1814 - Giovanni Dossena, avvocato e politico italiano († 1899)
- 1816 - Alfonso Chierici, pittore italiano († 1873)
- 1817 - Caterina di Hohenlohe-Waldenburg-Schillingsfürst, principessa († 1893)
- 1819 - Angelo Camerini, politico italiano († 1885)
- 1819 - William Powell Frith, pittore britannico († 1909)
- 1821 - Ferdinand Gregorovius, storico e medievista tedesco († 1891)
- 1823 - Filippo Cesare Messedaglia, architetto e ingegnere italiano († 1901)
- 1827 - Sebastian Altmann, architetto tedesco († 1894)
- 1827 - Carlos Guido y Spano, poeta argentino († 1918)
- 1827 - Lothian Nicholson, militare e scrittore britannico († 1893)
- 1830 - Francesco Mancini, pittore italiano († 1905)
- 1833 - Alfred Clebsch, matematico tedesco († 1872)
- 1834 - Joanny Chatigny, pittore, incisore e scultore francese († 1886)
- 1835 - Jayajirao Scindia, principe indiano († 1886)
- 1836 - Guglielmo Castellani, ceramista italiano († 1896)
- 1839 - Giovan Battista Asperti, militare italiano († 1920)
- 1839 - Paul Cézanne, pittore francese († 1906)
- 1840 - Mario Lamberti, generale e politico italiano († 1924)
- 1841 - Achille Tedeschi, patriota e politico italiano († 1912)
- 1842 - Achille Afan de Rivera, generale e politico italiano († 1904)
- 1842 - Konrad Eubel, francescano e storico tedesco († 1923)
- 1843 - Giuseppe Salvatore Scatti, vescovo cattolico italiano († 1926)
- 1844 - Salvatore Cognetti de Martiis, economista italiano († 1901)
- 1846 - Charles Herbert, dirigente sportivo e canottiere britannico († 1924)
- 1846 - Gideon S. Ives, politico e avvocato statunitense († 1927)
- 1848 - Giovanni Battista Amendola, scultore italiano († 1887)
- 1848 - Arturo Graf, poeta, aforista e critico letterario italiano († 1913)
- 1848 - Minor C. Keith, imprenditore statunitense († 1929)
- 1848 - Hermann Kretzschmar, compositore, insegnante e filosofo tedesco († 1924)
- 1848 - Matthew Webb, britannico († 1883)
- 1850 - Augustine Birrell, politico e critico letterario inglese († 1933)
- 1851 - David Starr Jordan, naturalista statunitense († 1931)
- 1851 - Jacobus C. Kapteyn, astronomo olandese († 1922)
- 1853 - Nicola Daspuro, scrittore, giornalista e librettista italiano († 1941)
- 1854 - Alfredo Straccali, letterato italiano († 1908)
- 1855 - Pierre Ernest Matton, generale e esperantista francese
- 1855 - Marianne Stokes, pittrice austriaca († 1927)
- 1856 - Clemens von Delbrück, politico tedesco († 1921)
- 1856 - Gabriele Dulcetta, nobile, politico e mafioso italiano († 1913)
- 1857 - Giovanni Ambiveri, imprenditore e filantropo italiano († 1940)
- 1857 - Chinda Sutemi, politico e diplomatico giapponese († 1929)
- 1857 - Pietro Delogu, giurista italiano († 1932)
- 1857 - Heinrich Dietzel, economista tedesco († 1935)
- 1858 - Eugène Brieux, scrittore francese († 1932)
- 1858 - Friedrich Loofs, teologo tedesco († 1928)
- 1859 - Domenico Bassi, bibliotecario, filologo classico e papirologo italiano († 1943)
- 1859 - Alice Eastwood, botanica canadese († 1953)
- 1861 - Max Bewer, scrittore e poeta tedesco († 1921)
- 1863 - Tommaso Pio Boggiani, cardinale e arcivescovo cattolico italiano († 1942)
- 1863 - Giovanni Rodeghiero, militare italiano († 1915)
- 1863 - Werner Sombart, economista e sociologo tedesco († 1941)
- 1865 - Alfred Barton Rendle, botanico inglese († 1938)
- 1865 - Giovanni Sanguineti, militare italiano († 1895)
- 1865 - Valentin Aleksandrovič Serov, pittore russo († 1911)
- 1866 - Harry Allen, calciatore inglese († 1895)
- 1866 - Antonio Beni, pittore, architetto e decoratore italiano († 1941)
- 1866 - Harry Davenport, attore e regista statunitense († 1949)
- 1866 - Carlo Fabri, avvocato e politico italiano († 1951)
- 1866 - Carl Theodor Zahle, politico e avvocato danese († 1946)
- 1868 - Gustav Meyrink, scrittore, traduttore e banchiere austriaco († 1932)
- 1869 - Henri van Dievoet, architetto belga († 1931)
- 1870 - Aniello Califano, poeta e paroliere italiano († 1919)
- 1870 - Paolo D'Ancora, prefetto e politico italiano († 1944)
- 1871 - Jaroslav Hilbert, scrittore e drammaturgo ceco († 1936)
- 1871 - Georgij Georgievič Jakobson, entomologo russo († 1926)
- 1871 - Marianne Maidorf, scrittrice tedesca
- 1872 - María Enriqueta Camarillo, poetessa, romanziera e traduttrice messicana († 1968)
- 1872 - Rosina Storchio, soprano italiano († 1945)
- 1872 - Frederic Storck, scultore romeno († 1942)
- 1872 - Hidesaburō Ueno, agronomo giapponese († 1925)
- 1873 - Minnie Dupree, attrice teatrale statunitense († 1947)
- 1873 - Dezső Wein, ginnasta ungherese († 1944)
- 1874 - Bruno Paul, architetto e disegnatore tedesco († 1968)
- 1874 - Viktor Schmieden, chirurgo tedesco († 1945)
- 1874 - Hitachiyama Taniemon, lottatore di sumo giapponese († 1922)
- 1875 - Joep Packbiers, arciere olandese († 1957)
- 1876 - Giuseppe Aprea, pittore italiano († 1946)
- 1876 - Milan Begović, poeta, scrittore e drammaturgo croato († 1948)
- 1876 - Virgilio Brocchi, scrittore italiano († 1961)
- 1876 - Sydney Gibbes, docente inglese († 1963)
- 1876 - Dragotin Kette, poeta sloveno († 1899)
- 1877 - Fráňa Šrámek, scrittore e poeta ceco († 1952)
- 1877 - Attilio Vergerio, matematico italiano († 1937)
- 1877 - Giuseppe Vicentini, politico e banchiere italiano († 1943)
- 1878 - Herbert Chapman, calciatore e allenatore di calcio inglese († 1934)
- 1878 - Suzanne Noël, medica e attivista francese († 1954)
- 1879 - Guido Fubini, matematico italiano († 1943)
- 1879 - Boris Savinkov, scrittore, rivoluzionario e politico russo († 1925)
- 1880 - William Bertram, attore, regista e sceneggiatore canadese († 1933)
- 1880 - Adrien Faidide, velocista francese († 1907)
- 1880 - Julius Perlis, scacchista polacco († 1913)
- 1880 - Fritz Schade, attore statunitense († 1926)
- 1882 - Pierre Allemane, calciatore francese († 1956)
- 1883 - Hermann Abendroth, direttore d'orchestra tedesco († 1956)
- 1883 - Francesco Bonfiglio, neurologo e psichiatra italiano († 1966)
- 1884 - Georgi Kjoseivanov, politico bulgaro († 1960)
- 1884 - Ivan Michajlovič Majskij, diplomatico sovietico († 1975)
- 1884 - Albert Wolff, compositore e direttore d'orchestra francese († 1970)
- 1885 - Axel Graatkjær, direttore della fotografia danese († 1969)
- 1886 - Giuseppe Santhià, ciclista su strada italiano († 1978)
- 1886 - Koyata Yamamoto, imprenditore giapponese († 1963)
- 1887 - Antonio Ruggero Maria Giorgi, pittore e incisore italiano († 1983)
- 1887 - Alexander Woollcott, giornalista, critico letterario e conduttore radiofonico statunitense († 1943)
- 1888 - Enrico Avanzi, genetista e agronomo italiano († 1974)
- 1888 - Clarence Griffin, tennista statunitense († 1973)
- 1888 - Millard Harmon, generale statunitense († 1945)
- 1888 - Henry Harwood, ammiraglio inglese († 1950)
- 1888 - Lina Marengo, attrice italiana († 1987)
- 1888 - Ernesto Ruffini, cardinale, arcivescovo cattolico e biblista italiano († 1967)
- 1889 - Jean Babelon, numismatico, storico e bibliotecario francese († 1978)
- 1889 - Mickey Hamill, calciatore irlandese († 1943)
- 1889 - Ted Hanney, calciatore e allenatore di calcio inglese († 1964)
- 1889 - Sophie Taeuber-Arp, artista e pittrice svizzera († 1943)
- 1890 - Luigi Garzoni di Adorgnano, compositore e filologo italiano († 1972)
- 1890 - Léon Moussinac, scrittore, critico cinematografico e giornalista francese († 1964)
- 1890 - Elmer Niklander, discobolo e pesista finlandese († 1942)
- 1890 - Ferruccio Parri, politico e partigiano italiano († 1981)
- 1890 - Phetsarath Rattanavongsa, politico e patriota laotiano († 1959)
- 1890 - Fawzi al-Qawuqji, militare arabo († 1977)
- 1891 - Joseph De Craecker, schermidore belga († 1975)
- 1891 - Bobby McNeal, calciatore inglese († 1956)
- 1891 - Albertina Rasch, danzatrice, coreografa e attrice austriaca († 1967)
- 1892 - Mady Christians, attrice austriaca († 1951)
- 1892 - Isaac Don Levine, giornalista e scrittore statunitense († 1981)
- 1892 - Ólafur Thors, politico islandese († 1964)
- 1893 - Zygmunt Bohusz-Szyszko, generale polacco († 1982)
- 1893 - Johannes Dieckmann, giornalista e politico tedesco († 1969)
- 1893 - Bernardo Melacci, anarchico e antifascista italiano († 1943)
- 1894 - Pascal D'Angelo, poeta italiano († 1932)
- 1894 - Jean Debucourt, attore e regista teatrale francese († 1958)
- 1894 - Hans von Manteuffel-Szoege, militare tedesco († 1919)
- 1894 - Oskar Merkt, calciatore svizzero († 1982)
- 1894 - Benvenuto Pelà, agricoltore e politico italiano († 1932)
- 1894 - Giuliano Donati Petténi, poeta e scrittore italiano († 1930)
- 1894 - Gianni Remuzzi, scultore italiano († 1951)
- 1895 - Isamu Chō, generale giapponese († 1945)
- 1895 - Károly Fogl, allenatore di calcio e calciatore ungherese († 1969)
- 1895 - Vincenzo Pacifici, storico italiano († 1944)
- 1896 - Volger Andersson, fondista svedese († 1969)
- 1896 - Giustino Arpesani, avvocato, diplomatico e politico italiano († 1980)
- 1896 - Roberto Lontano, militare italiano
- 1896 - Mary MacLaren, attrice statunitense († 1985)
- 1896 - Giovanni Ponti, partigiano e politico italiano († 1961)
- 1896 - Aldo Pontremoli, fisico italiano († 1928)
- 1897 - Károly Kerényi, filologo classico e storico delle religioni ungherese († 1973)
- 1897 - Emil Maurice, politico e generale tedesco († 1972)
- 1897 - Natacha Rambova, danzatrice, scenografa e costumista statunitense († 1966)
- 1897 - Max Tau, scrittore e editore tedesco († 1976)
- 1898 - Giuseppe Ar, pittore italiano († 1956)
- 1898 - Giacomo Palombella, arcivescovo cattolico italiano († 1977)
- 1898 - Václav Vích, direttore della fotografia ceco († 1966)
- 1899 - Gustaaf Boesman, calciatore belga († 1971)
- 1899 - Carlo Margottini, militare e marinaio italiano († 1940)
- 1899 - Juan José Morosoli, scrittore uruguaiano († 1957)
- 1899 - Ernesta Oltremonti, pittrice italiana († 1982)
- 1899 - Pasquale Santilli, militare italiano († 1940)
- 1899 - Mino Somenzi, giornalista italiano († 1948)
- 1899 - Josep Tarradellas, politico spagnolo († 1988)
- 1900 - Štefan Barnaš, vescovo cattolico slovacco († 1964)
- 1900 - Vadim Borisovskij, violista sovietico († 1972)
- 1900 - Giovanni Colacicchi, pittore italiano († 1992)
- 1900 - Leslie White, antropologo statunitense († 1975)

## XX secolo(970)
- 1901 - Charles Berthelot, calciatore francese († 1940)
- 1901 - Hans Moser, cavallerizzo svizzero († 1974)
- 1901 - Dunc Munro, hockeista su ghiaccio canadese († 1958)
- 1901 - Daniel-Rops, saggista e romanziere francese († 1965)
- 1901 - Fred Uhlman, scrittore e avvocato tedesco († 1985)
- 1902 - Marjorie Daw, attrice statunitense († 1979)
- 1902 - Giorgio Fenoaltea, politico italiano († 1974)
- 1902 - Ralph Hills, pesista statunitense († 1977)
- 1902 - Gene Milford, montatore statunitense († 1991)
- 1902 - Georgij Aleksandrovič Ostrogorskij, bizantinista russo († 1976)
- 1903 - Simone Barbier, tennista francese († 1992)
- 1903 - Boris Blacher, compositore tedesco († 1975)
- 1903 - Dario Martin, calciatore italiano († 1952)
- 1903 - Gino Pollini, architetto italiano († 1991)
- 1903 - Piero Ragaglia, calciatore italiano († 1943)
- 1903 - Alberico Semeraro, vescovo cattolico italiano († 2000)
- 1904 - Francesco Cacciatore, politico e sindacalista italiano († 1983)
- 1904 - Gonzalo Curiel, pianista e compositore messicano († 1958)
- 1904 - Ralph Saint-Germain, hockeista su ghiaccio canadese († 1974)
- 1904 - Lajos Weber, calciatore ungherese († 1959)
- 1905 - Max Amann, pallanuotista tedesco († 1945)
- 1905 - Nino Bertolaia, schermidore e dirigente sportivo italiano († 1975)
- 1905 - Oveta Culp Hobby, militare e politica statunitense († 1995)
- 1905 - Mimì Maria Lazzaro, pittore, scultore e scrittore italiano († 1968)
- 1905 - Ettore Tavernari, mezzofondista e velocista italiano († 1981)
- 1906 - Lilian Harvey, attrice e cantante britannica († 1968)
- 1906 - Hans Loewald, psichiatra e psicoanalista tedesco († 1993)
- 1907 - Edith Barrett, attrice statunitense († 1977)
- 1907 - James William Barrett, calciatore inglese († 1970)
- 1907 - Hjalmar Bergström, fondista svedese († 2000)
- 1907 - Konrad Miersch, pentatleta tedesco († 1942)
- 1907 - Nico Pepe, attore e regista teatrale italiano († 1987)
- 1908 - Carlo Bertazzoni, politico italiano († 1977)
- 1908 - Jack Cutting, animatore e regista statunitense († 1988)
- 1908 - Domenico Rolla, partigiano e politico italiano († 1954)
- 1908 - Sylvester Wackerle, bobbista tedesco († 1978)
- 1909 - Hans Hotter, basso-baritono e cantante tedesco († 2003)
- 1909 - Ewald Kluge, pilota motociclistico tedesco († 1964)
- 1909 - Giuseppe Pavón Bueno, presbitero spagnolo († 1936)
- 1910 - Ludu U Hla, giornalista e editore birmano († 1982)
- 1910 - Nino Ramishvili, ballerina, coreografa e direttrice artistica georgiana († 2000)
- 1910 - Olof Sköldberg, tiratore a segno svedese († 1979)
- 1911 - Aliya di Hejaz, principessa araba († 1950)
- 1911 - César Bertolo, calciatore argentino
- 1911 - Gino Birindelli, ammiraglio e politico italiano († 2008)
- 1911 - Garrett Birkhoff, matematico statunitense († 1996)
- 1911 - Giuseppe Grillo, calciatore italiano
- 1911 - Rose Parenti, attrice statunitense († 1996)
- 1912 - Jolanda Bacchelli, giavellottista, discobola e pesista italiana
- 1912 - Margot Bennett, scrittrice e sceneggiatrice britannica († 1980)
- 1912 - Leonid Vital'evič Kantorovič, matematico e economista sovietico († 1986)
- 1912 - Roberto Murolo, cantautore, chitarrista e attore italiano († 2003)
- 1912 - Mario Nigro, giurista italiano († 1989)
- 1912 - Armand Robin, scrittore, traduttore e critico letterario francese († 1961)
- 1912 - Heinz Röthke, agente segreto e criminale di guerra tedesco († 1966)
- 1912 - Jaroslav Stec'ko, politico ucraino († 1986)
- 1913 - Abele Conigli, vescovo cattolico italiano († 2005)
- 1913 - Anthony Dexter, attore statunitense († 2001)
- 1914 - Bertus Caldenhove, calciatore olandese († 1983)
- 1914 - Bob Gerard, pilota automobilistico britannico († 1990)
- 1914 - Georg Heinrich Thiessen, astronomo tedesco († 1961)
- 1914 - Yan Gong, regista, sceneggiatore e drammaturgo cinese († 2010)
- 1915 - Visvaldis Melderis, cestista lettone († 1944)
- 1915 - Ennio Tarantola, aviatore italiano († 2001)
- 1915 - Richard Wordsworth, attore inglese († 1993)
- 1916 - Libero Ajello, micologo statunitense († 2004)
- 1916 - Víctor Alba, politico, giornalista e storico spagnolo († 2003)
- 1916 - Brion Gysin, scrittore, poeta e pittore inglese († 1986)
- 1916 - Louis-Paul-Armand Simonneaux, vescovo cattolico francese († 2009)
- 1917 - Luigi Agosti, partigiano italiano († 1944)
- 1917 - Franc Frakelj, militare sloveno
- 1917 - Graham Higman, matematico britannico († 2008)
- 1917 - Nigel Nicolson, scrittore, editore e politico inglese († 2004)
- 1917 - Sirio Piovesan, violinista italiano († 2007)
- 1917 - Steno, regista, sceneggiatore e vignettista italiano († 1988)
- 1917 - Kelly Thordsen, attore statunitense († 1978)
- 1917 - Michael Tor, attore, doppiatore e baritono statunitense († 2009)
- 1917 - Antonio Zama, arcivescovo cattolico italiano († 1988)
- 1918 - Joseph Marie Anthony Cordeiro, cardinale e arcivescovo cattolico pakistano († 1994)
- 1918 - Dixie Dunbar, attrice e ballerina statunitense († 1991)
- 1918 - Luciano Emmer, regista, sceneggiatore e montatore italiano († 2009)
- 1918 - Tadeusz Góra, aviatore e militare polacco († 2010)
- 1918 - Jim Halliday, sollevatore britannico († 2007)
- 1918 - Peter Hobbs, attore statunitense († 2011)
- 1919 - Joan Brossa, poeta, drammaturgo e artista spagnolo († 1998)
- 1919 - Roger Cornforth, pallanuotista e rugbista a 15 australiano († 1976)
- 1919 - Wilbur Fox, cestista statunitense († 1991)
- 1919 - Antonio Pietrangeli, regista, sceneggiatore e critico cinematografico italiano († 1968)
- 1919 - Miguel Ángel Rugilo, calciatore argentino († 1993)
- 1920 - Ciccio Barbi, attore italiano († 1992)
- 1920 - Luciano Chailly, compositore italiano († 2002)
- 1920 - Roberto Marcelo Levingston, generale e politico argentino († 2015)
- 1920 - Buddy O'Grady, cestista e allenatore di pallacanestro statunitense († 1992)
- 1920 - Javier Pérez de Cuéllar, politico e diplomatico peruviano († 2020)
- 1921 - Gunther Baumann, allenatore di calcio e calciatore tedesco († 1990)
- 1921 - William Bentvena, mafioso statunitense
- 1921 - Luigi Galliani, calciatore italiano († 2012)
- 1921 - Patricia Highsmith, scrittrice statunitense († 1995)
- 1921 - Remigio Ragonesi, arcivescovo cattolico italiano († 2000)
- 1922 - Bruno Brandellero, operaio, militare e partigiano italiano († 1944)
- 1922 - António Feliciano, allenatore di calcio e calciatore portoghese († 2010)
- 1922 - Ken Hughes, regista, scrittore e produttore cinematografico inglese († 2001)
- 1922 - Jerzy Kawalerowicz, regista e sceneggiatore polacco († 2007)
- 1922 - Albino Lorenzo, pittore italiano († 2005)
- 1922 - Guy Madison, attore statunitense († 1996)
- 1922 - Miguel Muñoz, calciatore e allenatore di calcio spagnolo († 1990)
- 1922 - Emiliano Rinaldini, antifascista e partigiano italiano († 1945)
- 1923 - Aldo Albera, canoista italiano († 2003)
- 1923 - Eugénio de Andrade, poeta e scrittore portoghese († 2005)
- 1923 - Fabiano De Zan, politico italiano († 2013)
- 1923 - Zeffiro Furiassi, calciatore e allenatore di calcio italiano († 1974)
- 1923 - Patricia Moyes, scrittrice, drammaturga e sceneggiatrice britannica († 2000)
- 1923 - Baldassare Porto, velocista italiano († 2013)
- 1923 - Jean Stapleton, attrice statunitense († 2013)
- 1923 - Markus Wolf, agente segreto tedesco-orientale († 2006)
- 1924 - Olga Amati, ballerina italiana († 1982)
- 1924 - Silvio Arrighini, calciatore italiano († 1966)
- 1924 - Nicholas Colasanto, attore e regista statunitense († 1985)
- 1924 - Ferdinando Guerci, partigiano italiano († 1944)
- 1924 - Henry Herbert, VII conte di Carnarvon, nobile inglese († 2001)
- 1924 - Jean-François Revel, scrittore, giornalista e filosofo francese († 2006)
- 1924 - Gerard Schurmann, compositore e direttore d'orchestra olandese († 2020)
- 1925 - Nina Bawden, scrittrice inglese († 2012)
- 1925 - Remo Berselli, grafico, illustratore e fumettista italiano († 2004)
- 1925 - Fabio Carpi, regista, sceneggiatore e scrittore italiano († 2018)
- 1925 - Rocco Chinnici, magistrato italiano († 1983)
- 1925 - Dillard Crocker, cestista statunitense († 2014)
- 1925 - Armando Dellantonio, schermidore italiano († 2022)
- 1925 - Anthony Eisley, attore statunitense († 2003)
- 1925 - Giovanni Fenati, pianista, compositore e direttore d'orchestra italiano († 1981)
- 1925 - Antonio Ferrari, partigiano italiano († 1944)
- 1925 - Norman N. Greenwood, chimico australiano († 2012)
- 1925 - Don Lang, trombonista e cantante britannico († 1992)
- 1925 - Vilmoš Loci, cestista e allenatore di pallacanestro jugoslavo († 1991)
- 1926 - Fernando Cerulli, attore italiano († 2018)
- 1926 - José Alfredo Jiménez, compositore e cantautore messicano († 1973)
- 1926 - Hans Massaquoi, giornalista e scrittore tedesco († 2013)
- 1926 - Valentino Orsini, regista italiano († 2001)
- 1926 - Ingvar Pettersson, marciatore svedese († 1996)
- 1926 - Fritz Weaver, attore statunitense († 2016)
- 1927 - David Adickes, scultore statunitense († 2025)
- 1927 - José Delicado Baeza, arcivescovo cattolico spagnolo († 2014)
- 1927 - Franco Di Bella, giornalista e saggista italiano († 1997)
- 1927 - Lisa Lu, attrice cinese
- 1927 - Carlos Oviedo Cavada, cardinale e arcivescovo cattolico cileno († 1998)
- 1927 - Romica Puceanu, cantante rumena († 1996)
- 1927 - Franco Solinas, sceneggiatore e scrittore italiano († 1982)
- 1928 - Edoardo Faieta, attore e wrestler statunitense († 1993)
- 1928 - Jan Janbroers, allenatore di pallacanestro olandese († 2006)
- 1928 - Tomislavo Karađorđević, principe serbo († 2000)
- 1929 - Nicholas Ambraseys, sismologo greco († 2012)
- 1929 - Red Amick, pilota automobilistico statunitense († 1995)
- 1929 - Carl-Ebbe Andersen, canottiere danese († 2009)
- 1929 - Antonio Cancellieri, ex calciatore italiano
- 1929 - Micaela Giustiniani, attrice e doppiatrice italiana
- 1930 - Nina Byers, fisica e docente statunitense († 2014)
- 1930 - Tippi Hedren, attrice, ex modella e ambientalista statunitense
- 1930 - Riccardo Mantani, attore teatrale e doppiatore italiano († 2013)
- 1930 - Giuseppe Martinelli, pittore italiano († 2016)
- 1930 - Frank Mascara, politico statunitense († 2011)
- 1930 - Pellegrino Tomaso Ronchi, vescovo cattolico italiano († 2018)
- 1930 - Rinaldo Ruatti, bobbista italiano († 2020)
- 1930 - Ivan Tregubov, hockeista su ghiaccio sovietico († 1992)
- 1930 - Geoff Twentyman, allenatore di calcio e calciatore inglese († 2004)
- 1931 - Ingrid Andree, attrice tedesca
- 1931 - Carl Brashear, militare statunitense († 2006)
- 1931 - Guido Canella, architetto italiano († 2009)
- 1931 - Vittorio Ghidella, ingegnere e dirigente d'azienda italiano († 2011)
- 1931 - Bill Mlkvy, cestista statunitense († 2024)
- 1931 - Patsy Rowlands, attrice britannica († 2005)
- 1932 - Emmanuelle Arsan, scrittrice, modella e attrice thailandese († 2005)
- 1932 - Virgilio Braconi, compositore e produttore discografico italiano
- 1932 - Michele Ciafardini, politico italiano († 1990)
- 1932 - Rolando Cubela Secades, rivoluzionario cubano († 2022)
- 1932 - Dino Ferrari, ingegnere e progettista italiano († 1956)
- 1932 - Piero Giorgetti, cantautore e contrabbassista italiano († 1996)
- 1932 - Richard Lester, regista statunitense
- 1932 - George MacBeth, poeta e romanziere scozzese († 1992)
- 1932 - François Maspero, scrittore e traduttore francese († 2015)
- 1932 - John Joseph Nevins, vescovo cattolico statunitense († 2014)
- 1932 - Joe Schmidt, giocatore di football americano e allenatore di football americano statunitense († 2024)
- 1933 - George Coyne, astronomo e gesuita statunitense († 2020)
- 1933 - Edith Kline, cestista statunitense († 1997)
- 1933 - François Rauber, arrangiatore, compositore e direttore d'orchestra francese († 2003)
- 1933 - Angélico Sândalo Bernardino, vescovo cattolico brasiliano († 2025)
- 1933 - Takanao Satō, pallanuotista giapponese
- 1933 - Rudi Vogt, cestista tedesco († 2018)
- 1934 - Ene-Lille Kitsing, cestista sovietica († 2013)
- 1934 - John Richardson, attore britannico († 2021)
- 1934 - Phil Rollins, cestista statunitense († 2021)
- 1935 - Giampiero Bandini, calciatore italiano († 2008)
- 1935 - Soumitra Chatterjee, attore indiano († 2020)
- 1935 - François Couchepin, politico svizzero († 2023)
- 1935 - Annalisa Diaz, politica italiana († 2021)
- 1935 - Gianfranco La Grassa, economista e saggista italiano
- 1935 - Assunta Maresca, mafiosa italiana († 2021)
- 1935 - Johnny O'Keefe, cantante australiano († 1978)
- 1935 - Bryan Pringle, attore britannico († 2002)
- 1935 - Arnold Schütz, calciatore tedesco († 2015)
- 1936 - Giuseppe Dallara, politico italiano
- 1936 - Moacyr Grechi, arcivescovo cattolico brasiliano († 2019)
- 1936 - Ron Newman, calciatore e allenatore di calcio inglese († 2018)
- 1936 - Ray Parry, calciatore inglese († 2003)
- 1936 - Radovan Radović, cestista e allenatore di pallacanestro jugoslavo († 2022)
- 1936 - Ziaur Rahman, generale e politico bangladese († 1981)
- 1936 - Paolo Ricca, teologo e pastore protestante italiano († 2024)
- 1936 - Luigi Scotti, politico italiano († 2008)
- 1936 - Willie "Big Eyes" Smith, cantante statunitense († 2011)
- 1936 - Enrico Vaime, autore televisivo, scrittore e drammaturgo italiano († 2021)
- 1937 - Giovanna Marini, cantautrice italiana († 2024)
- 1937 - Brian Miller, calciatore e allenatore di calcio inglese († 2007)
- 1937 - Joseph Nye, politologo statunitense († 2025)
- 1937 - Constancio Ortiz, ex cestista filippino
- 1937 - Henning Wind, ex velista danese
- 1937 - Brigitta di Svezia, principessa svedese († 2024)
- 1938 - Aurelio Amendola, fotografo italiano
- 1938 - Franco Caldara, ex giocatore di curling italiano
- 1938 - Giulia De Mutiis, cantante e paroliera italiana († 1984)
- 1938 - Paola Orlandi, cantautrice italiana († 2025)
- 1938 - Fabio Piccioni, sceneggiatore e regista italiano
- 1938 - Bruno Siciliano, ex calciatore brasiliano
- 1939 - Romano Bellissima, sindacalista italiano
- 1939 - Remo Calzona, ingegnere italiano
- 1939 - Anna Maria Damigella, critica d'arte, saggista e storica dell'arte italiana († 2025)
- 1939 - Luigi Gastaldi, politico italiano
- 1939 - Stanislav Moskvin, ex pistard sovietico
- 1939 - Emilio Ratti, medico, presbitero e missionario italiano
- 1940 - Simona Argentieri, psicoanalista e saggista italiana
- 1940 - Franca Batich, pittrice italiana
- 1940 - Paolo Borsellino, magistrato italiano († 1992)
- 1940 - Claude Dubaële, allenatore di calcio e ex calciatore francese
- 1940 - Linda Grant DePauw, storica e scrittrice statunitense
- 1940 - Sue Henry, scrittrice statunitense († 2020)
- 1940 - Paolo Ricci, politico italiano
- 1940 - Bernhard Sinkel, regista, sceneggiatore e produttore cinematografico tedesco
- 1941 - Tony Anholt, attore britannico († 2002)
- 1941 - L. Stephen Coles, medico statunitense († 2014)
- 1941 - Peter William Ingham, vescovo cattolico australiano († 2024)
- 1941 - Pat Patterson, wrestler canadese († 2020)
- 1941 - Fred Pickering, calciatore inglese († 2019)
- 1941 - Solvi Stübing, attrice, conduttrice televisiva e produttrice cinematografica tedesca († 2017)
- 1942 - Gianfranco Borsari, allenatore di calcio e ex calciatore italiano
- 1942 - Michael Crawford, attore e cantante britannico
- 1942 - Antonio Delogu, filosofo italiano
- 1942 - Piero Floriani, italianista e politico italiano († 2018)
- 1942 - Ken Hodgson, calciatore inglese († 2007)
- 1942 - Josef Hrdlička, vescovo cattolico e saggista ceco
- 1942 - Valerio Isidori, attore italiano († 2014)
- 1942 - Nara Leão, cantante e chitarrista brasiliana († 1989)
- 1942 - Reiner Schöne, attore tedesco
- 1942 - Kōji Watanabe, ex tennista giapponese
- 1943 - Jørn Bjerregaard, ex calciatore danese
- 1943 - Larry Clark, fotografo e regista statunitense
- 1943 - Margaret George, scrittrice statunitense
- 1943 - Janis Joplin, cantautrice statunitense († 1970)
- 1943 - Kim Seung-gyu, ex cestista sudcoreano
- 1943 - Loredana Taccani, cantante italiana
- 1943 - Margherita dei Paesi Bassi, principessa olandese
- 1944 - José Amengual, apneista spagnolo
- 1944 - Antonella Bottazzi, cantautrice italiana († 1997)
- 1944 - Hristo Dojčinov, cestista bulgaro († 2015)
- 1944 - Shelley Fabares, attrice e cantante statunitense
- 1944 - Thom Mayne, architetto statunitense
- 1944 - Lorenzo Piani, attore italiano
- 1944 - Paolo Tofani, chitarrista e compositore italiano
- 1945 - Vadim Jusupovič Abdrašitov, regista russo († 2023)
- 1945 - Santiago Cortés, calciatore salvadoregno († 2011)
- 1945 - Néstor Delguy, ex cestista argentino
- 1945 - Fio Maravilha, ex calciatore brasiliano
- 1945 - Jürgen Haase, ex mezzofondista tedesco
- 1945 - Dragan Holcer, calciatore jugoslavo († 2015)
- 1945 - Ken James, ex cestista australiano
- 1945 - Franz Keller, ex combinatista nordico tedesco
- 1945 - David Marr, neuroscienziato britannico († 1980)
- 1945 - Bobby Moncur, ex calciatore e allenatore di calcio scozzese
- 1945 - Enzo Siviero, architetto italiano
- 1946 - Giuseppe Aragno, storico italiano
- 1946 - Julian Barnes, scrittore britannico
- 1946 - Alberto Benini, ex calciatore italiano
- 1946 - Tom Gorman, ex tennista statunitense
- 1946 - Kim Henkel, sceneggiatore, produttore cinematografico e regista statunitense
- 1946 - Hennadij Pavlovyč Kuz'min, scacchista ucraino († 2020)
- 1946 - Reinhard Lakomy, cantante, compositore e pianista tedesco († 2013)
- 1946 - Mauro Listanti, ex calciatore italiano
- 1946 - Luigi Maldera, allenatore di calcio e calciatore italiano († 2021)
- 1946 - Giulio Mortera, tuffatore e nuotatore italiano († 2015)
- 1946 - Dolly Parton, cantautrice, musicista e attrice statunitense
- 1946 - Mauri Röppänen, ex biatleta finlandese
- 1946 - Moussa Sène, ex cestista senegalese
- 1947 - Leszek Balcerowicz, economista polacco
- 1947 - Jordanka Blagoeva, ex altista bulgara
- 1947 - Jürgen Bogs, allenatore di calcio e ex calciatore tedesco
- 1947 - Luciano Canepari, linguista italiano
- 1947 - Giovanni Carnevali, calciatore e allenatore di calcio italiano († 2011)
- 1947 - Rod Evans, cantante britannico
- 1947 - Giorgio Ferrara, regista e direttore artistico italiano († 2023)
- 1947 - Alessandro Haber, attore, regista e cantante italiano
- 1947 - Moshe Idel, storico e filologo rumeno
- 1947 - Osvaldo Jaconi, allenatore di calcio e ex calciatore italiano
- 1948 - Shigeru Baba, giocatore di go giapponese
- 1948 - Terry Hanratty, ex giocatore di football americano statunitense
- 1948 - Amanda Holden, musicista, librettista e traduttrice britannica († 2021)
- 1948 - Nancy Lynch, matematica e informatica statunitense
- 1948 - Szvetiszláv Sasics, pentatleta ungherese († 2025)
- 1949 - Otello Buscherini, pilota motociclistico italiano († 1976)
- 1949 - Mario Mendoza, ex calciatore argentino
- 1949 - Robert Palmer, cantante britannico († 2003)
- 1949 - Dennis Taylor, giocatore di snooker britannico
- 1950 - Mario Farneti, scrittore e giornalista italiano
- 1950 - Diego Garzitto, allenatore di calcio e ex calciatore italiano
- 1950 - Harry McGilberry, cantante statunitense († 2006)
- 1950 - Clara Murtas, cantante e attrice italiana
- 1950 - Pier Carlo Padoan, economista e politico italiano
- 1950 - Maryse Sallois, ex cestista francese
- 1950 - Siqin Gaowa, attrice cinese
- 1950 - Gary Titley, politico britannico
- 1950 - Antonio Toffanin, allenatore di calcio e ex calciatore italiano
- 1950 - Eshetu Tura, ex siepista e mezzofondista etiope
- 1950 - Žarko Zečević, ex cestista, dirigente sportivo e imprenditore serbo
- 1951 - Bill Corcoran, regista canadese
- 1951 - Martha Davis, musicista e cantautrice statunitense
- 1951 - Gonzalo Galván Castillo, vescovo cattolico messicano († 2020)
- 1951 - Gildo Insfrán, politico argentino
- 1951 - Gary Melchionni, ex cestista statunitense
- 1951 - Misako Satake, ex cestista giapponese
- 1951 - Italo Spinelli, regista, sceneggiatore e attore italiano
- 1951 - Gerald Tinker, ex velocista e giocatore di football americano statunitense
- 1951 - Antonio Placido Torresi, pittore, restauratore e critico d'arte italiano († 2012)
- 1952 - Ted Bachman, giocatore di football americano statunitense († 2023)
- 1952 - Dewey Bunnell, cantante, chitarrista e compositore britannico
- 1952 - Prekshya Rajya Lakshmi Devi, principessa nepalese († 2001)
- 1952 - Mark Lambert, attore e cantante statunitense
- 1952 - Nadiuska, attrice tedesca
- 1952 - Robledo Puch, serial killer argentino
- 1952 - Glauco Santoni, ex ciclista su strada italiano
- 1953 - Desi Arnaz Jr., attore statunitense
- 1953 - Walter Ballarin, ex calciatore italiano
- 1953 - Pavel Boriskin, attore sovietico († 2021)
- 1953 - Clive Edwards, batterista britannico
- 1953 - Jürgen Gelsdorf, ex calciatore, allenatore di calcio e dirigente sportivo tedesco
- 1953 - Michael Lupo, serial killer italiano († 1995)
- 1953 - Cyprian Kizito Lwanga, arcivescovo cattolico ugandese († 2021)
- 1953 - Cornel Marin, ex schermidore rumeno
- 1953 - Stephan Micus, musicista tedesco
- 1953 - Giovanni Pistollato, ex cestista italiano
- 1953 - Sylvia Steiner, giudice brasiliana
- 1953 - Achille Variati, politico italiano
- 1953 - Flavio de Luca, dirigente d'azienda italiano
- 1954 - René Arpin-Pont, sciatore alpino francese († 1991)
- 1954 - Steve DeBerg, ex giocatore di football americano statunitense
- 1954 - Andrea Graziosi, storico italiano
- 1954 - Akemi Iwata, ex calciatrice giapponese
- 1954 - Yumi Matsutoya, cantautrice, compositrice e paroliera giapponese
- 1954 - Marshall Kirk McKusick, informatico statunitense
- 1954 - Katey Sagal, attrice, doppiatrice e cantante statunitense
- 1954 - Cindy Sherman, artista, fotografa e regista statunitense
- 1954 - Katharina Thalbach, attrice e regista teatrale tedesca
- 1955 - Donato Anzivino, allenatore di calcio e ex calciatore italiano
- 1955 - Massimo Bianchi, ex cestista e allenatore di pallacanestro italiano
- 1955 - Avraham Burg, politico israeliano
- 1955 - Snješko Cerin, ex calciatore jugoslavo
- 1955 - Viktor Kruglov, ex calciatore sovietico
- 1955 - Paul Maritz, ingegnere e dirigente d'azienda statunitense
- 1955 - Simon Rattle, direttore d'orchestra britannico
- 1955 - Uwe Reinders, allenatore di calcio e ex calciatore tedesco
- 1955 - Gregorio Sablan, politico statunitense
- 1955 - Pasquale Viespoli, politico italiano
- 1956 - Sergio Cresto, copilota di rally statunitense († 1986)
- 1956 - Mario Dalla Tor, politico italiano
- 1956 - Heike Schroetter, attrice, doppiatrice e scrittrice tedesca
- 1957 - Sabino Altobello, politico italiano
- 1957 - Ottis Anderson, ex giocatore di football americano statunitense
- 1957 - Roger Ashton-Griffiths, attore, sceneggiatore e regista britannico
- 1957 - Saimon Fumi, fumettista giapponese
- 1957 - Neil Houston, giocatore di curling canadese
- 1957 - Nikolaj Larionov, ex calciatore sovietico
- 1957 - Kurt Ollmann, baritono statunitense
- 1957 - Angelin Preljocaj, ballerino e coreografo francese
- 1957 - Julián Ruiz Martorell, vescovo cattolico spagnolo
- 1957 - Agnès Sainte-Croix, ex cestista francese
- 1957 - Steve Sampson, allenatore di calcio statunitense
- 1958 - Michel De Wolf, ex calciatore e allenatore di calcio belga
- 1958 - Stephen Fried, giornalista e saggista statunitense
- 1958 - Epifanio González, ex arbitro di calcio paraguaiano
- 1958 - Thomas Kinkade, pittore e illustratore statunitense († 2012)
- 1958 - Rossano Pinti, ex calciatore italiano
- 1958 - Allen Steele, autore di fantascienza statunitense
- 1958 - Thierry Tusseau, ex calciatore francese
- 1958 - Fabrizio Viola, banchiere italiano
- 1959 - Baba Mondi, religioso albanese
- 1959 - Stuart Charles-Fevrier, allenatore di calcio santaluciano
- 1959 - Mauro Maugeri, allenatore di pallanuoto e pallanuotista italiano († 2017)
- 1959 - Raul Montanari, scrittore e traduttore italiano
- 1959 - Jeff Pilson, bassista e produttore discografico statunitense
- 1959 - Hansjörg Sumi, ex saltatore con gli sci svizzero
- 1959 - Lester Williams, giocatore di football americano statunitense († 2017)
- 1960 - Johannes Bergemann, archeologo tedesco
- 1960 - Josef Degeorgi, ex calciatore austriaco
- 1960 - Mario Forziero, carabiniere italiano († 1990)
- 1960 - Michael Hardt, filosofo statunitense
- 1960 - Al Joyner, ex triplista statunitense
- 1960 - Anna Masera, giornalista e blogger italiana
- 1960 - Yosuke Muraki-Iwata, ex sollevatore giapponese
- 1960 - Mauro Tassotti, allenatore di calcio, dirigente sportivo e ex calciatore italiano
- 1961 - Francesco Adenti, dirigente d'azienda e politico italiano
- 1961 - Laura Guglielmi, giornalista e scrittrice italiana
- 1961 - Yoshimasa Hayashi, politico giapponese
- 1961 - Jean-Patrick Lescarboura, rugbista a 15, allenatore di rugby a 15 e dirigente sportivo francese
- 1961 - Peter Mackenzie, attore statunitense
- 1961 - Paul McCrane, attore statunitense
- 1961 - Paolo Misuri, ex calciatore italiano
- 1961 - Eligio Nicolini, allenatore di calcio e ex calciatore italiano
- 1961 - Park Kyung-hoon, ex calciatore sudcoreano
- 1961 - William Ragsdale, attore, doppiatore e cantante statunitense
- 1962 - Gianfranco Battisti, dirigente d'azienda italiano
- 1962 - Kelly Coffield Park, attrice e comica statunitense
- 1962 - Giorgio Enzo, ex calciatore italiano
- 1962 - Tommaso Gargallo di Castel Lentini, generale italiano
- 1962 - Luca Mazzà, giornalista italiano
- 1962 - Jeff Van Gundy, allenatore di pallacanestro statunitense
- 1963 - Michael Adams, ex cestista e allenatore di pallacanestro statunitense
- 1963 - Martin Bashir, giornalista britannico
- 1963 - Gunther Behnke, ex cestista tedesco
- 1963 - John Bercow, politico britannico
- 1963 - Murray Chatlain, arcivescovo cattolico canadese
- 1963 - Veanne Cox, attrice e ballerina statunitense
- 1963 - Grant Gondrezick, cestista statunitense († 2021)
- 1963 - Zsuzsanna Jánosi-Németh, ex schermitrice ungherese
- 1963 - Silvio Martinello, ex ciclista su strada e pistard italiano
- 1963 - Yutaka Matsushige, attore giapponese
- 1963 - Massimo Rossi, ex cestista italiano
- 1963 - Martín Valverde, musicista, cantante e compositore costaricano
- 1963 - Caron Wheeler, cantante britannica
- 1964 - Fabio Andreassi, ex velocista italiano
- 1964 - Ricardo Arjona, cantautore e musicista guatemalteco
- 1964 - Mark Bellini, ex giocatore di football americano statunitense
- 1964 - Bi Feiyu, scrittore, docente e giornalista cinese
- 1964 - Ruggero Cappuccio, scrittore e regista italiano
- 1964 - Giovanni Coda, regista, sceneggiatore e fotografo italiano
- 1964 - Andreas Dorau, cantante, musicista e regista tedesco
- 1964 - Mario Grande, cantautore italiano
- 1964 - Jim Morris, ex giocatore di baseball statunitense
- 1964 - Clinton Smith, ex cestista statunitense
- 1964 - Gheorghe Untu, artista moldavo
- 1964 - Enrique Verduga, ex calciatore ecuadoriano
- 1965 - Ezio Capuano, allenatore di calcio italiano
- 1965 - Antonio Faraò, pianista italiano
- 1965 - Mette Halvorsen, giocatrice di curling norvegese
- 1965 - Carlos Kaspar, attore argentino
- 1965 - Roy Helge Olsen, ex arbitro di calcio norvegese
- 1965 - J. B. Pritzker, politico e imprenditore statunitense
- 1965 - Juan Carlos Rodríguez, ex calciatore spagnolo
- 1965 - Gina Stile, chitarrista statunitense
- 1965 - Dirk Wiese, ex bobbista tedesco
- 1966 - Paul Atkinson, ex calciatore inglese
- 1966 - Pieter-Jan Belder, clavicembalista, pianista e flautista olandese
- 1966 - Massimo Cappelli, regista cinematografico italiano
- 1966 - Eyðfinn Davidsen, ex calciatore faroese
- 1966 - Guy Delisle, fumettista e animatore canadese
- 1966 - Stefan Edberg, ex tennista svedese
- 1966 - George Graham, ex rugbista a 13, ex rugbista a 15 e allenatore di rugby britannico
- 1966 - Tito Horford, ex cestista dominicano
- 1966 - Lena Philipsson, cantante svedese
- 1966 - Joško Popović, ex calciatore croato
- 1966 - Aaron Slight, pilota motociclistico neozelandese
- 1966 - Juan Soler, attore argentino
- 1966 - Michael Streiter, allenatore di calcio e ex calciatore austriaco
- 1966 - Andy Toolson, ex cestista statunitense
- 1967 - Javier Cámara, attore spagnolo
- 1967 - Marco Franceschetti, allenatore di calcio e ex calciatore italiano
- 1967 - Ottavia Fusco, attrice teatrale e cantante italiana
- 1967 - Nekojiru, fumettista e illustratrice giapponese († 1998)
- 1967 - Steffi Lemke, politica tedesca
- 1967 - Álvaro Mejía, ex ciclista su strada colombiano
- 1967 - Valérie Perrin, scrittrice, fotografa e sceneggiatrice francese
- 1967 - Michael Schjønberg, allenatore di calcio, dirigente sportivo e ex calciatore danese
- 1967 - Fatma Zohra Zamoum, regista cinematografica, sceneggiatrice e produttrice cinematografica algerina
- 1968 - Geert Buvé, ex giocatore di calcio a 5 belga
- 1968 - Luis Chérrez, ex calciatore ecuadoriano
- 1968 - Marty Conlon, ex cestista statunitense
- 1968 - Cinzia Genualdo, ex cestista e allenatrice di pallacanestro italiana
- 1968 - Matt Hill, doppiatore canadese
- 1968 - Timo Lange, dirigente sportivo, allenatore di calcio e ex calciatore tedesco
- 1968 - Vincenzo Massa, ex pallanuotista e allenatore di pallanuoto italiano
- 1968 - Stefano Muccioli, allenatore di calcio e ex calciatore sammarinese
- 1968 - Dmitrij Poljakov, ex tennista ucraino
- 1968 - Dietmar Thöni, ex sciatore alpino austriaco
- 1968 - Ivano Toccaceli, ex calciatore sammarinese
- 1968 - Knut Olav Åmås, scrittore e giornalista norvegese
- 1969 - Barbara Canepa, fumettista italiana
- 1969 - Angela Cutrone, ex pattinatrice di short track canadese
- 1969 - Edwidge Danticat, scrittrice haitiana
- 1969 - Diego Ficarra, ex calciatore italiano
- 1969 - Marco Folin, storico dell'architettura italiano
- 1969 - Luc Longley, ex cestista e allenatore di pallacanestro australiano
- 1969 - Trey Lorenz, cantante e compositore statunitense
- 1969 - Predrag Mijatović, dirigente sportivo e ex calciatore montenegrino
- 1969 - Wendy Moniz, attrice statunitense
- 1969 - Yūji Ōkuma, ex calciatore giapponese
- 1969 - Junior Seau, giocatore di football americano statunitense († 2012)
- 1969 - Steve Staunton, allenatore di calcio e ex calciatore irlandese
- 1969 - Jean Vanek, ex calciatore lussemburghese
- 1969 - Zoë, cantante britannica
- 1970 - Einar Daníelsson, ex calciatore islandese
- 1970 - Essie Davis, attrice e produttrice cinematografica australiana
- 1970 - José Antonio Escuredo, ex pistard spagnolo
- 1970 - Tim Foster, ex canottiere britannico
- 1970 - Steffen Freund, ex calciatore tedesco
- 1970 - Jeremy Herrin, regista teatrale e direttore artistico britannico
- 1971 - Manuel Alfaro, allenatore di calcio e ex calciatore spagnolo
- 1971 - Riku-Petteri Lehtonen, allenatore di hockey su ghiaccio e ex hockeista su ghiaccio finlandese
- 1971 - Rachel Luttrell, attrice tanzaniana
- 1971 - Niusha Mancilla, ex mezzofondista boliviana
- 1971 - Eric Mangini, ex giocatore di football americano e allenatore di football americano statunitense
- 1971 - Tamayo Marukawa, politica giapponese
- 1971 - Arturo Miranda, tuffatore cubano
- 1971 - Sven Scheuer, ex calciatore tedesco
- 1971 - Zanele Situ, atleta paralimpica sudafricana († 2023)
- 1971 - Shawn Wayans, attore e regista statunitense
- 1972 - Josune Bereziartu, arrampicatrice spagnola
- 1972 - Andrej Fetisov, ex cestista russo
- 1972 - Jon Fisher, imprenditore e economista statunitense
- 1972 - Kalina di Bulgaria, principessa bulgara
- 1972 - Elena Kaliská, canoista slovacca
- 1972 - Christian Mayer, ex sciatore alpino austriaco
- 1972 - Simon Osborn, allenatore di calcio e ex calciatore inglese
- 1972 - R-Truth, wrestler e rapper statunitense
- 1972 - Mikie Sherrill, politica statunitense
- 1972 - Pavla Valníčková, ex atleta paralimpica e fondista cecoslovacca
- 1972 - Paul Van Hyfte, ex ciclista su strada belga
- 1972 - Drea de Matteo, attrice statunitense
- 1973 - Ann Kristin Aarønes, ex calciatrice norvegese
- 1973 - Marta Cattani, ex cestista italiana
- 1973 - Nash Edgerton, attore, stuntman e regista australiano
- 1973 - Cristina Ioriatti, ex arciera italiana
- 1973 - Chiara Lalli, saggista e filosofa italiana
- 1973 - Karen Lancaume, attrice pornografica francese († 2005)
- 1973 - Silvio Meißner, ex calciatore tedesco
- 1973 - Marie-Luce Romanens, orientista svizzera
- 1973 - Evgenij Sadovyj, ex nuotatore russo
- 1973 - Wang Junxia, ex mezzofondista cinese
- 1974 - Dainius Adomaitis, allenatore di pallacanestro e ex cestista lituano
- 1974 - Badran Al-Shaqran, ex calciatore giordano
- 1974 - Marcelo Baron, ex calciatore brasiliano
- 1974 - Alessandro Conticchio, allenatore di calcio e ex calciatore italiano
- 1974 - Francesco Cozza, allenatore di calcio e ex calciatore italiano
- 1974 - Demetrius Ferreira, ex calciatore brasiliano
- 1974 - Emilia Garito, ingegnera italiana
- 1974 - Walter Jones, ex giocatore di football americano statunitense
- 1974 - Ian Laperrière, ex hockeista su ghiaccio canadese
- 1974 - Natassia Malthe, modella e attrice norvegese
- 1974 - Brian Martin, ex slittinista statunitense
- 1974 - Jaime Moreno, ex calciatore e allenatore di calcio boliviano
- 1974 - Tarik Oulida, ex calciatore olandese
- 1974 - Pablo Quatrocchi, allenatore di calcio e ex calciatore argentino
- 1974 - Stefano Tessadri, cantautore italiano
- 1975 - Aleksandăr Aleksandrov, ex calciatore bulgaro
- 1975 - Natalie Cook, ex giocatrice di beach volley australiana
- 1975 - Davoud Fanaei, ex calciatore iraniano
- 1975 - Danny Granville, ex calciatore inglese
- 1975 - Art Hsu, attore statunitense
- 1975 - Somjit Jongjohor, pugile thailandese
- 1975 - Mikaël Lesage, arbitro di calcio francese
- 1976 - Greta Galisch de Palma, attrice, doppiatrice e conduttrice radiofonica tedesca
- 1976 - Maciej Ganczar, linguista polacco
- 1976 - Natale Gonnella, ex calciatore italiano
- 1976 - Ariel Grana, ex calciatore argentino
- 1976 - Tarso Marques, ex pilota automobilistico brasiliano
- 1976 - Mugahid Ahmed Mohamed, ex calciatore sudanese
- 1976 - Marie Overbye, triatleta danese
- 1976 - Drew Powell, attore statunitense
- 1976 - Christoph Sumann, ex biatleta e fondista austriaco
- 1976 - Marsha Thomason, attrice britannica
- 1976 - Chris Twiddy, allenatore di calcio e ex calciatore gallese
- 1977 - Rob Delaney, comico, attore e scrittore statunitense
- 1977 - Gregor Hafnar, ex cestista e allenatore di pallacanestro sloveno
- 1977 - Taliesin Jaffe, doppiatore, attore e scrittore statunitense
- 1977 - Lauren, ex calciatore camerunese
- 1977 - Nicole, cantautrice cilena
- 1978 - Sônia Benedito, pallavolista brasiliana
- 1978 - Toshiya Ishii, ex calciatore giapponese
- 1978 - Thiago Lacerda, attore, doppiatore e ex nuotatore brasiliano
- 1978 - Louise Latimer, ex tennista britannica
- 1978 - Scott Macartney, ex sciatore alpino statunitense
- 1978 - Zbigniew Małkowski, ex calciatore polacco
- 1978 - Paola Naranjo, ex cestista cilena
- 1978 - Laura Närhi, cantante finlandese
- 1978 - Anton Palepoi, giocatore di football americano samoano americano
- 1978 - Bernard Williams, velocista statunitense
- 1979 - Svetlana Chorkina, ex ginnasta russa
- 1979 - Wiley, produttore discografico e rapper britannico
- 1979 - Kurt Engl, ex sciatore alpino austriaco
- 1979 - Davide Galantino, politico e paracadutista italiano
- 1979 - Christophe Perrillat-Collomb, ex fondista francese
- 1979 - Josu Sarriegi, ex calciatore spagnolo
- 1979 - Sun Yingjie, ex mezzofondista cinese
- 1980 - Jenson Button, pilota automobilistico britannico
- 1980 - Cai Yun, giocatore di badminton cinese
- 1980 - Mercedes Chilla, giavellottista spagnola
- 1980 - D Double E, rapper britannico
- 1980 - Sebastian Dudek, ex calciatore polacco
- 1980 - Vlado Ilievski, ex cestista macedone
- 1980 - Anna Incerti, maratoneta italiana
- 1980 - Dwayne Jack, calciatore trinidadiano
- 1980 - Nader Kara, ex calciatore libico
- 1980 - Kotoko, cantante giapponese
- 1980 - Luke Macfarlane, attore canadese
- 1980 - Arvydas Macijauskas, ex cestista lituano
- 1980 - Jan Matura, ex saltatore con gli sci e combinatista nordico ceco
- 1980 - Matic Osovnikar, ex velocista sloveno
- 1980 - Silvia Rampazzo, fondista di corsa in montagna italiana
- 1980 - Leonard Scott, velocista statunitense
- 1981 - Ahmed Ammi, ex calciatore marocchino
- 1981 - Antōnīs Antōniou, ex calciatore cipriota
- 1981 - Giuseppe Di Matteo, italiano († 1996)
- 1981 - Spartak Gogniev, allenatore di calcio e ex calciatore russo
- 1981 - Lucho González, allenatore di calcio e ex calciatore argentino
- 1981 - Audrey Lamy, attrice e umorista francese
- 1981 - Michal Macek, calciatore ceco
- 1981 - Dīmosthenīs Manousakīs, ex calciatore greco
- 1981 - Chris Monroe, ex cestista statunitense
- 1981 - Florent Piétrus, cestista francese
- 1981 - Anne-Lise Touya, ex schermitrice francese
- 1981 - Bitsie Tulloch, attrice statunitense
- 1981 - Zoe Ventoura, attrice e modella australiana
- 1981 - Chris Warren, ex cestista statunitense
- 1981 - Michael Zepek, ex calciatore tedesco
- 1981 - Asier del Horno, ex calciatore spagnolo
- 1982 - Pete Buttigieg, politico e ufficiale statunitense
- 1982 - Zineb El Rhazoui, giornalista e scrittrice francese
- 1982 - Michele Guerra, politico italiano
- 1982 - Nathaniel McKinney, velocista bahamense
- 1982 - Simone Missick, attrice statunitense
- 1982 - Kevin Nicol, allenatore di calcio e ex calciatore scozzese
- 1982 - Tommy Orange, scrittore statunitense
- 1982 - Sara Parise, ex nuotatrice italiana
- 1982 - Florina Pașcalău, ex cestista rumena
- 1982 - Lucas Pierre Santos Oliveira, ex calciatore brasiliano
- 1982 - Maria Solheim, cantante e cantautrice norvegese
- 1982 - Jodie Sweetin, attrice statunitense
- 1982 - Angela Zhang, cantante e attrice taiwanese
- 1983 - Esther Acebo, attrice spagnola
- 1983 - Dar'ja Bajkalova, attrice e modella russa
- 1983 - Ismael Blanco, ex calciatore argentino
- 1983 - Grégory Christen, hockeista su ghiaccio svizzero
- 1983 - Fabio D'Elia, ex calciatore italiano
- 1983 - Julien Doreau, ex cestista francese
- 1983 - Justyna Kowalczyk, ex fondista polacca
- 1983 - Glen Moss, allenatore di calcio e ex calciatore neozelandese
- 1983 - Øystein Pettersen, fondista norvegese
- 1983 - Hadi Sepehrzad, ex multiplista iraniano
- 1983 - Daouda Sow, pugile francese
- 1983 - Abel Thermeus, ex calciatore francese
- 1983 - Ronny Turiaf, ex cestista francese
- 1983 - Utada Hikaru, cantautrice, pianista e produttrice discografica giapponese
- 1984 - Dirk Bellemakers, ex ciclista su strada olandese
- 1984 - Makadji Boukar, ex calciatore camerunese
- 1984 - Fabio Catacchini, allenatore di calcio e ex calciatore italiano
- 1984 - Karun Chandhok, ex pilota automobilistico e telecronista sportivo indiano
- 1984 - Celeste Cid, attrice argentina
- 1984 - Jessica Costanzo, politica italiana
- 1984 - Elvis Dumervil, ex giocatore di football americano statunitense
- 1984 - Andreas Engelmark, allenatore di calcio svedese
- 1984 - Adam Henrich, ex hockeista su ghiaccio canadese
- 1984 - Jimmy Kébé, ex calciatore maliano
- 1984 - Miguel Ángel Martínez, ex calciatore argentino
- 1984 - Trever O'Brien, attore statunitense
- 1984 - Nicolás Pareja, ex calciatore argentino
- 1984 - Lil Scrappy, rapper statunitense
- 1984 - Weronika Rosati, attrice polacca
- 1984 - Hamdi Salihi, allenatore di calcio e ex calciatore albanese
- 1984 - Aljona Savchenko, pattinatrice artistica su ghiaccio ucraina
- 1984 - Mickey Sumner, attrice britannica
- 1984 - Sagar Thapa, calciatore nepalese
- 1984 - Thomas Vanek, hockeista su ghiaccio austriaco
- 1984 - Alketa Vejsiu, conduttrice televisiva, conduttrice radiofonica e produttrice televisiva albanese
- 1984 - Tamati Williams, modello e ex calciatore neozelandese
- 1984 - Hussein Yasser, ex calciatore qatariota
- 1985 - Renè Baur, preparatore atletico, allenatore di hockey su ghiaccio e ex hockeista su ghiaccio italiano
- 1985 - Pascal Behrenbruch, multiplista tedesco
- 1985 - Damien Chazelle, regista, sceneggiatore e produttore cinematografico statunitense
- 1985 - Daniyel Cimen, allenatore di calcio e ex calciatore tedesco
- 1985 - Benny Feilhaber, allenatore di calcio e ex calciatore brasiliano
- 1985 - Thomas Frei, ex ciclista su strada e ex ciclocrossista svizzero
- 1985 - Esteban Guerrieri, pilota automobilistico argentino
- 1985 - Jan Hauser, giocatore di curling svizzero
- 1985 - Rika Ishikawa, cantante e attrice giapponese
- 1985 - Ol'ga Kanis'kina, ex marciatrice russa
- 1985 - Seïd Khiter, ex calciatore francese
- 1985 - Jack McClinton, ex cestista statunitense
- 1985 - Jérôme Sonnerat, calciatore francese
- 1985 - Horia Tecău, allenatore di tennis e ex tennista rumeno
- 1985 - Antonio Tomás, ex calciatore spagnolo
- 1985 - Duško Tošić, ex calciatore serbo
- 1985 - Elliott Ward, ex calciatore inglese
- 1986 - Maximilian Benassi, canoista italiano
- 1986 - Carlão, calciatore brasiliano
- 1986 - José Manuel Contreras, calciatore guatemalteco
- 1986 - Šime Fantela, velista croato
- 1986 - Blažo Igumanović, ex calciatore montenegrino
- 1986 - Anastasija Koženkova, canottiera ucraina
- 1986 - Yui Makino, cantante, doppiatrice e pianista giapponese
- 1986 - Claudio Marchisio, ex calciatore italiano
- 1986 - Alexandru Maxim, calciatore moldavo
- 1986 - Shavkat Mullajonov, ex calciatore uzbeko
- 1986 - Baćo Nikolić, calciatore montenegrino
- 1986 - Uroš Sinđić, ex calciatore serbo
- 1986 - Moussa Sow, dirigente sportivo e ex calciatore francese
- 1986 - Teemu Turunen, ex calciatore finlandese
- 1986 - Nick Tuzzolino, hockeista su ghiaccio statunitense
- 1986 - Benjamin Ungar, schermidore statunitense
- 1986 - Yoo Ha-na, attrice sudcoreana
- 1987 - Serhij Basov, calciatore ucraino
- 1987 - Andrea Dettling, ex sciatrice alpina svizzera
- 1987 - Claudia Gobbato, ex politica italiana
- 1987 - Brian Harman, golfista statunitense
- 1987 - Henrique de Jesus Bernardo, ex calciatore brasiliano
- 1987 - Saxob Jo'rayev, ex calciatore uzbeko
- 1987 - Marc Judith, ex cestista francese
- 1987 - Lejdi Liçaj, ex calciatore albanese
- 1987 - Fausto Lourenço, ex calciatore portoghese
- 1987 - Ēdgar Manowčaryan, allenatore di calcio e ex calciatore armeno
- 1987 - Andrew McNeil, ex calciatore scozzese
- 1987 - Seth Numrich, attore statunitense
- 1987 - İlhan Parlak, ex calciatore turco
- 1987 - Ricardo Pedriel, calciatore boliviano
- 1987 - Rafael Porcellis, ex calciatore brasiliano
- 1987 - Alessandro Romeo, calciatore italiano
- 1987 - Artur Sarkisov, ex calciatore russo
- 1987 - Miloš Stojčev, ex calciatore serbo
- 1987 - Raimondo Todaro, ballerino e personaggio televisivo italiano
- 1987 - Wang Yongpo, calciatore cinese
- 1988 - Francisco Acuña, calciatore messicano
- 1988 - Oliver Beeck, ex giocatore di football americano tedesco
- 1988 - Tyler Breeze, wrestler canadese
- 1988 - Aleksandrs Cauņa, ex calciatore lettone
- 1988 - Danny Haynes, ex calciatore inglese
- 1988 - Gergő Kis, nuotatore ungherese
- 1988 - Jackson Mabokgwane, calciatore sudafricano
- 1988 - JaVale McGee, cestista statunitense
- 1988 - Sean McMonagle, ex hockeista su ghiaccio canadese
- 1988 - Paolo Pangrazzi, ex sciatore alpino italiano
- 1988 - Hagen Patscheider, ex sciatore alpino italiano
- 1988 - Arghus Soares Bordignon, calciatore brasiliano
- 1988 - Thomas Stenström, cantante svedese
- 1988 - Seppe Van Holsbeke, schermidore belga
- 1988 - Aleksej Vorob'ëv, cantante, attore e ballerino russo
- 1988 - Wardlow, wrestler statunitense
- 1988 - Korrakot Wiriyaudomsiri, calciatore thailandese
- 1988 - Yūsuke Yamamoto, attore giapponese
- 1988 - Sandra Žigić, calciatrice croata
- 1989 - Nana Mensah, calciatore beliziano
- 1989 - Márk Bencsics, giocatore di football americano ungherese
- 1989 - Dentinho, calciatore brasiliano
- 1989 - Augustine Ejangue, calciatrice camerunese
- 1989 - Hen Ezra, ex calciatore israeliano
- 1989 - He Wenna, ginnasta cinese
- 1989 - Jonathan López, calciatore argentino
- 1989 - Astier Nicolas, cavaliere francese
- 1989 - Dustin Poirier, artista marziale misto statunitense
- 1989 - Alberto Prada, calciatore spagnolo
- 1989 - Maxim Rodshtein, scacchista israeliano
- 1989 - Klodian Samina, calciatore albanese
- 1989 - Yūki Sanetō, calciatore giapponese
- 1989 - Andrea Scarpellini, calciatrice italiana
- 1989 - Tomáš Smola, calciatore ceco
- 1989 - Stef Wijlaars, ex calciatore olandese
- 1990 - Rami Bedoui, calciatore tunisino
- 1990 - Tatiana Búa, ex tennista argentina
- 1990 - Joerisse Cexome, calciatore francese
- 1990 - Jonathan Cooper, giocatore di football americano statunitense
- 1990 - Ashton Gibbs, ex cestista e allenatore di pallacanestro statunitense
- 1990 - Khaled Holmes, giocatore di football americano statunitense
- 1990 - Jurij Kirillov, calciatore russo
- 1990 - Fernando Luna, calciatore argentino
- 1990 - Michael Mauti, giocatore di football americano statunitense
- 1990 - Mark Nzeocha, ex giocatore di football americano tedesco
- 1990 - Piotr Pamuła, cestista polacco
- 1990 - Kyle Porter, calciatore canadese
- 1990 - Jewel Raja, calciatore indiano
- 1990 - José Renato da Silva Júnior, calciatore brasiliano
- 1990 - Ro Hak-su, calciatore nordcoreano
- 1990 - Alexander Sullmann, hockeista su ghiaccio italiano
- 1990 - Zion Tzemah, ex calciatore israeliano
- 1990 - Alessandro Vergani, giocatore di football americano italiano
- 1990 - Theo Lewis Weeks, ex calciatore liberiano
- 1990 - Eduar Zea, ex calciatore colombiano
- 1991 - Ahmad Ayad, calciatore iracheno
- 1991 - Gianni Bismark, rapper e cantautore italiano
- 1991 - Iván Castellani, pallavolista argentino
- 1991 - Rafael Eduardo Costa, calciatore brasiliano
- 1991 - Thomas Davis, cestista statunitense
- 1991 - Tommy Fleetwood, golfista inglese
- 1991 - Kateryna Fonseca, conduttrice televisiva e produttrice televisiva ucraina
- 1991 - Tomislav Glumac, calciatore croato
- 1991 - Corinna Harrer, mezzofondista tedesca
- 1991 - Karla Kush, attrice pornografica statunitense
- 1991 - Petra Martić, tennista croata
- 1991 - Luciano Nieto, calciatore argentino
- 1991 - Erin Sanders, attrice statunitense
- 1991 - Facundo Silva, calciatore argentino
- 1991 - Robert Sobera, astista polacco
- 1991 - Nico Varela, calciatore uruguaiano
- 1991 - Manuel Vargas, calciatore panamense
- 1991 - Charlton Vicento, calciatore olandese
- 1991 - Sam Winnall, ex calciatore inglese
- 1992 - Rayane Aabid, calciatore francese
- 1992 - Saad Abdul-Amir, calciatore iracheno
- 1992 - Alejandro Altuna, calciatore argentino
- 1992 - Nicklas Bärkroth, calciatore svedese
- 1992 - B.J. Dubose, giocatore di football americano statunitense
- 1992 - Rodney Gunter, ex giocatore di football americano statunitense
- 1992 - Kristen Hahn, pallavolista e allenatrice di pallavolo statunitense
- 1992 - Alan Hernández, ex calciatore panamense
- 1992 - Shawn Johnson, ex ginnasta statunitense
- 1992 - Kristoffer Larsen, calciatore norvegese
- 1992 - Logan Lerman, attore statunitense
- 1992 - Mac Miller, rapper, cantautore e musicista statunitense († 2018)
- 1992 - Micium Mhone, calciatore malawiano
- 1992 - Bogdan Planić, calciatore serbo
- 1992 - James Woods, ex sciatore freestyle britannico
- 1993 - Kenyi Adachi, ex calciatore messicano
- 1993 - Krisztián Adorján, ex calciatore ungherese
- 1993 - Anthony Bardon, ex calciatore inglese
- 1993 - Walter Benítez, calciatore argentino
- 1993 - Bence Biczó, nuotatore ungherese
- 1993 - Belle Brockhoff, snowboarder australiana
- 1993 - Jesús Castro, attore spagnolo
- 1993 - Ricardo Centurión, calciatore argentino
- 1993 - Chris Eißler, slittinista tedesco
- 1993 - Naoki Hayashi, giocatore di football americano giapponese
- 1993 - João Mário, calciatore portoghese
- 1993 - Gus Lewis, attore britannico
- 1993 - Marcos Júnior, calciatore brasiliano
- 1993 - Liu Yanhan, pallavolista cinese
- 1993 - Diego Oyarzún, calciatore cileno
- 1993 - Matej Poliak, judoka slovacco
- 1993 - Ali Assadalla, calciatore bahreinita
- 1993 - Érick Torres, calciatore messicano
- 1993 - Daniel Turek, ciclista su strada ceco
- 1994 - Moutari Amadou, calciatore nigerino
- 1994 - Adrián Balboa, calciatore uruguaiano
- 1994 - Hunter Doohan, attore statunitense
- 1994 - Josh Dylan, attore britannico
- 1994 - Dejan Georgijević, calciatore serbo
- 1994 - Matthias Ginter, calciatore tedesco
- 1994 - Cédric Hountondji, calciatore francese
- 1994 - Adrien Hunou, calciatore francese
- 1994 - Roman Kerschbaum, calciatore austriaco
- 1994 - Parīs Maragkos, cestista greco
- 1994 - Alfie Mawson, ex calciatore inglese
- 1994 - Aristote N'Dongala, calciatore congolese (Repubblica Democratica del Congo)
- 1994 - Marvelous Nakamba, calciatore zimbabwese
- 1994 - Erika Seyama, altista swati
- 1994 - Guillermo Soto, calciatore cileno
- 1994 - Jonny Uchuari, calciatore ecuadoriano
- 1995 - Domenico Acerenza, nuotatore italiano
- 1995 - Çağla Akın, pallavolista turca
- 1995 - Lewon Aġasyan, triplista armeno
- 1995 - Maxime Gentges, ginnasta belga
- 1995 - Iris, cantante belga
- 1995 - D.J. Jones, giocatore di football americano statunitense
- 1995 - Janee' Kassanavoid, martellista statunitense
- 1995 - Zakaria Naidji, calciatore algerino
- 1995 - Adam Najem, calciatore statunitense
- 1995 - Mathieu van der Poel, ciclista su strada, ciclocrossista e mountain biker olandese
- 1995 - Robinho, calciatore brasiliano
- 1995 - Leonardo Rolón, calciatore argentino
- 1995 - Maxi Rolón, calciatore argentino († 2022)
- 1995 - Frederik Schram, calciatore danese
- 1995 - Simon Skrabb, calciatore finlandese
- 1995 - Philip Steven, calciatore papuano
- 1995 - Simon Vitzthum, ex pistard, ex mountain biker e ex ciclocrossista svizzero
- 1995 - Brandon Walters, cestista statunitense
- 1995 - Melike Yılmaz, pallavolista turca
- 1996 - Ben Banogu, giocatore di football americano nigeriano
- 1996 - Max Clark, calciatore inglese
- 1996 - Zander Fagerson, rugbista a 15 britannico
- 1996 - Diego García, marciatore spagnolo
- 1996 - Taye Girma, mezzofondista etiope
- 1996 - Mathias Graf, sciatore freestyle e ex sciatore alpino austriaco
- 1996 - Edson Gutiérrez, calciatore messicano
- 1996 - Marcel Hartel, calciatore tedesco
- 1996 - Lyes Houri, calciatore francese
- 1996 - Hu Yadan, tuffatrice cinese
- 1996 - Jakub Jankto, calciatore ceco
- 1996 - Breezy Johnson, sciatrice alpina statunitense
- 1996 - Jan Kubičík, snowboarder ceco
- 1996 - Iōannīs Kyriazīs, giavellottista greco
- 1996 - Qazim Laçi, calciatore albanese
- 1996 - Hervé Matthys, calciatore belga
- 1996 - Boris Mbala, cestista camerunese
- 1996 - Nemanja Mihajlović, calciatore serbo
- 1996 - Gabriel Mutombo, calciatore francese
- 1996 - Joel Nouble, calciatore inglese
- 1996 - Lucas França, calciatore brasiliano
- 1996 - Xabi Oroz, cestista spagnolo
- 1996 - Kaique Vergilio, calciatore brasiliano
- 1996 - Sam Welsford, pistard e ciclista su strada australiano
- 1997 - Abdulsamed Abdullahi, calciatore somalo
- 1997 - Ahmed Rashed, calciatore emiratino
- 1997 - Edin Atić, cestista bosniaco
- 1997 - Florian Ayé, calciatore francese
- 1997 - Antonio Barać, ex ciclista su strada croato
- 1997 - Rodrigo Becão, calciatore brasiliano
- 1997 - Alfredo Bifulco, calciatore italiano
- 1997 - Marcel Bosker, pattinatore di velocità su ghiaccio olandese
- 1997 - Savelij Kozlov, ex calciatore russo
- 1997 - Robyn Lambird, atleta paralimpica australiana
- 1997 - Alice Mangione, velocista italiana
- 1997 - Anastasija Samoilova, giocatrice di beach volley lettone
- 1997 - Dominika Sztandera, nuotatrice polacca
- 1997 - Lukas Wank, cestista tedesco
- 1997 - Maryja Žodzik, altista bielorussa
- 1998 - Marino Arzamendia, calciatore paraguaiano
- 1998 - Bilal Bari, calciatore francese
- 1998 - Semyel Bissig, sciatore alpino svizzero
- 1998 - Darryl Bäly, calciatore olandese
- 1998 - Liam Eichenberg, giocatore di football americano statunitense
- 1998 - Renan Guedes, calciatore brasiliano
- 1998 - Gastón Hernández, calciatore argentino
- 1998 - Danylo Kondrakov, calciatore ucraino
- 1998 - Orji Okwonkwo, calciatore nigeriano
- 1998 - Muhammad Osamanmusa, giocatore di calcio a 5 thailandese
- 1998 - Troy Pride, giocatore di football americano statunitense
- 1998 - Josefine Rybrink, calciatrice svedese
- 1998 - Lars Rösti, sciatore alpino svizzero
- 1998 - Nattapat Sakullerphasuk, attore televisivo thailandese
- 1998 - Alexander Schmidt, calciatore austriaco
- 1998 - Santiago Germán Solari, calciatore argentino
- 1998 - Sebastian Stalder, biatleta svizzero
- 1998 - Bogdan Stamenković, calciatore serbo
- 1998 - Lisa Teige, attrice norvegese
- 1999 - Leri Abuladze, lottatore georgiano
- 1999 - Tomás Alarcón, calciatore cileno
- 1999 - Eliane Christen, sciatrice alpina svizzera
- 1999 - Gustavo Coutinho, calciatore brasiliano
- 1999 - Jan Fortelný, calciatore ceco
- 1999 - Lasse Haldorsen, giocatore di calcio a 5 e calciatore norvegese
- 1999 - Christone Ingram, cantante e chitarrista statunitense
- 1999 - Jonathan Taylor, giocatore di football americano statunitense
- 1999 - Veronika Kalinina, sincronetta russa
- 1999 - Zakari Junior Lambo, calciatore belga
- 1999 - Donyell Malen, calciatore olandese
- 1999 - Jorge Marsiglia, ex calciatore colombiano
- 1999 - Mateus Santos, calciatore brasiliano
- 1999 - Dmytro Mazurčuk, combinatista nordico e saltatore con gli sci ucraino
- 1999 - Valentino Müller, calciatore austriaco
- 1999 - Park Tae-jun, calciatore sudcoreano
- 1999 - Enrica Piccoli, nuotatrice artistica italiana
- 1999 - Krystyna Pyszková, modella ceca
- 1999 - Nicolae Păun, calciatore rumeno
- 1999 - Francesco Rambaldi, scacchista italiano
- 1999 - Lucas Ribeiro, calciatore brasiliano
- 1999 - Matilde Lundorf, calciatrice danese
- 1999 - Sven Sonnenberg, calciatore tedesco
- 1999 - Carter Warren, giocatore di football americano statunitense
- 2000 - Joaquín Abdala, calciatore cileno
- 2000 - Carl Björk, calciatore svedese
- 2000 - Choi Da-bin, pattinatrice artistica su ghiaccio sudcoreana
- 2000 - Alexandru Ilie, calciatore rumeno
- 2000 - Natalija Kobzar, atleta paralimpica ucraina
- 2000 - Artūrs Kurucs, cestista lettone
- 2000 - Juan Miranda, calciatore spagnolo
- 2000 - Ziv Morgan, calciatore israeliano
- 2000 - Cheikh Niasse, calciatore senegalese
- 2000 - Juice Scruggs, giocatore di football americano statunitense
- 2000 - Christian Sorto, calciatore statunitense
- 2000 - Petar Vujačić, cestista sloveno
- 2000 - Stephen Welsh, calciatore scozzese

## XXI secolo(44)
- 2001 - Vitor Leque, calciatore brasiliano
- 2001 - Emma Clothier, pallavolista statunitense
- 2001 - Lamine Diaby-Fadiga, calciatore francese
- 2001 - Anže Gartner, sciatore alpino sloveno
- 2001 - Antoine Huby, ciclocrossista e ciclista su strada francese
- 2001 - Kai Jones, cestista bahamense
- 2001 - Matthis Riou, calciatore francese
- 2001 - Karisma Evi Tiarani, atleta paralimpica indonesiana
- 2001 - Alex Timossi Andersson, calciatore svedese
- 2001 - Elif Şahin, pallavolista turca
- 2002 - Henrique Araújo, calciatore portoghese
- 2002 - Martin Atanasov, calciatore bulgaro
- 2002 - Rafael Brito, calciatore portoghese
- 2002 - Bu Yunchaokete, tennista cinese
- 2002 - Julius Böhmer, cestista tedesco
- 2002 - Lorenzo Capicchioni, calciatore sammarinese
- 2002 - Reinier, calciatore brasiliano
- 2002 - György Komáromi, calciatore ungherese
- 2002 - Edmond Nazarjan, lottatore bulgaro
- 2002 - Lasse Rosenboom, calciatore tedesco
- 2002 - Ambra Sabatini, atleta paralimpica italiana
- 2003 - Felix Afena-Gyan, calciatore ghanese
- 2003 - Jack Alexy, nuotatore statunitense
- 2003 - Isak Bjerkebo, calciatore svedese
- 2003 - Nikita Ermakov, calciatore russo
- 2003 - Matyáš Kopecký, ciclista su strada e ciclocrossista ceco
- 2003 - Ilaix Moriba, calciatore guineano
- 2003 - Sodikdzhon Kurbonov, calciatore tagiko
- 2003 - Maksim Paskotši, calciatore estone
- 2003 - Christian Rasmussen, calciatore danese
- 2004 - Dino Beganovic, pilota automobilistico svedese
- 2004 - Mohamed-Ali Cho, calciatore francese
- 2004 - Arina Fedorovceva, pallavolista russa
- 2004 - Cutter Gauthier, hockeista su ghiaccio statunitense
- 2004 - Sofia Raffaeli, ginnasta italiana
- 2004 - Igor Strzałek, calciatore polacco
- 2005 - Bianca Bustamante, pilota automobilistica filippina
- 2005 - Tristan Degreef, calciatore belga
- 2005 - Danila Kozlov, calciatore russo
- 2005 - Jamie Perkins, nuotatrice australiana
- 2005 - Nicholas Pozo, calciatore gibilterriano
- 2006 - Selemani Mwalimu, calciatore tanzaniano
- 2006 - Lana Pudar, nuotatrice bosniaca
- 2007 - Mia Brookes, snowboarder britannica

## Senza anno specificato(1)
- Hiroyuki Etō, fumettista giapponese